# ويليام غيفورد بالغريف
ويليام غيفورد بالغريف (William Gifford Palgrave) عاش في الفترة ما بين (1826م - 1888م)، عالم لغوي إنجليزي ومبشر وجاسوس إنجليزي. يعدّ من أشهر الرحالة الذين زاروا الجزيرة العربية، ولد في ويستمنستر بإنجلترا، والده هو المؤرخ الإنجليزي السير فرانسيس بالغريف.
حصل على الشهادة الجامعية من كلية الثالوث المقدس في جامعة أكسفورد عام 1846م. وألتحق بعد تخرجه بالجيش البريطاني في الهند عام 1847م، وفي الهند تحوّل من البروتستانتية إلى الكاثوليكية فاستقال من الجيش وقرر أن يكون راهبا وانضم إلى جماعة اليسوعيون (جماعة يسوع)، حيث خدم الجماعة في الهند وروما حيث ودرس علم اللاهوت في كلية رومانو في إيطاليا، ثم انتقل إلى لبنان لأغراض تبشيرية عام 1857م، وبعد وقت قليل أصبح مسؤولا عن المدارس الدينية والبعثات التبشيرية المسيحية في البلدان العربية ومنطقة الشرق الأوسط. وحين اندلعت حرب أهلية في لبنان عام 1860 م، غادرها بالغريف إلى بريطانيا ومارس مهامه الدينية في محاضرات حول بعثاته في الشرق، اقنع رؤسائه بدعم رحلة إلى داخل الجزيرة العربية التي كانت حينها تمثل (أرضا مجهولة Terra incognita)، ثم غادر بريطانيا إلى فرنسا وألتحق بالكلية الجزويتية بـ نيس.
ومن فرنسا عاد بالغريف نحو مناطق شمال الجزيرة العربية في بعثة تبشيرية مدعومة من الأمبراطور الفرنسي نابليون الثالث الذي اقنعه بالغريف بان المعرفة الجيدة بأحوال الجزيرة العربية ستفيد الأطماع الامبريالية لفرنسا في أفريقيا والشرق الأوسط، وبدأ رحلته عن طريق القاهرة ثم نحو بيروت ثم نحو الجزيرة العربية، متنكرا فيها بشخصية طبيب سوري يرافقه خادم له، وزار فيها معان والجوف وحائل وبريدة والرياض والهفوف والقطيف والبحرين وقطر وعمان في رحلة استغرقت منه حوالي عام كامل.

## الكتاب
في عام 1865م قام بالغريف بنشر كتابه عن هذه الرحلة في جزئين بعنوان: Narrative of a year's journey through central and eastern Arabia 1862-63 (قصة عام من الرحلات عبر وسط الجزيرة العربية وشرقها 1862م-1863م) وقد اهدى الكتاب إلى ذكرى (كارستن نيبور) حيث قال عنه (في تكريم الذكاء والشجاعة التي فتحت أبواب الجزيرة العربية لأوروبا).
الجـدير بالذكر أن رحـلة بالغريف هذه أحدثت صدىً واسعاً بين المستشرقين، فممن أنكر رحلة بالغريف بادجر والسير هاري سانت جون فلبي المعروف بـ (عبد الله فيلبي) وجاكلين بيرين وغيرهم، بينما أكَّـدهـا آخـرون، والذي يظهر أنَّ أسلوب بالغريف النرجسي ومبالغـاته الأدبيَّـة وعدم التزامه للدقـة العِـلميَّة، مع ما عُـرف عنه من تقَلُّبات سياسيَّة ومذهبية أجلبت عليه أقلام بعض زملائه اليسـوعيين، انظر (مسائل من تاريخ الجزيرة العربيَّة) لأبي عبد الرحمن بن عقيل الظاهري صـ 196، ومع ذلك فان كتاب بالغريف هذا يتميز عن غيره من كتب الرحالة الأوائل بالتوصيف الاجتماعي وتبيان الفروقات النفسية والجسدية لسكان المناطق التي مر بها اثناء رحلته، فتجده مثلاً يعقد المقارنات بين سكان شمال الجزيرة العربية وبين سكان منطقة نجد والفروقات بين المناطق الداخلية لنجد نفسها وكذلك مقارنات مع أهل الأحساء والقطيف، ويتطرق أيضاً لذكر الصراعات المذهبية والصدامات الحضارية بين سكان الجزيرة العربية وبين المارون عبر اراضيها.

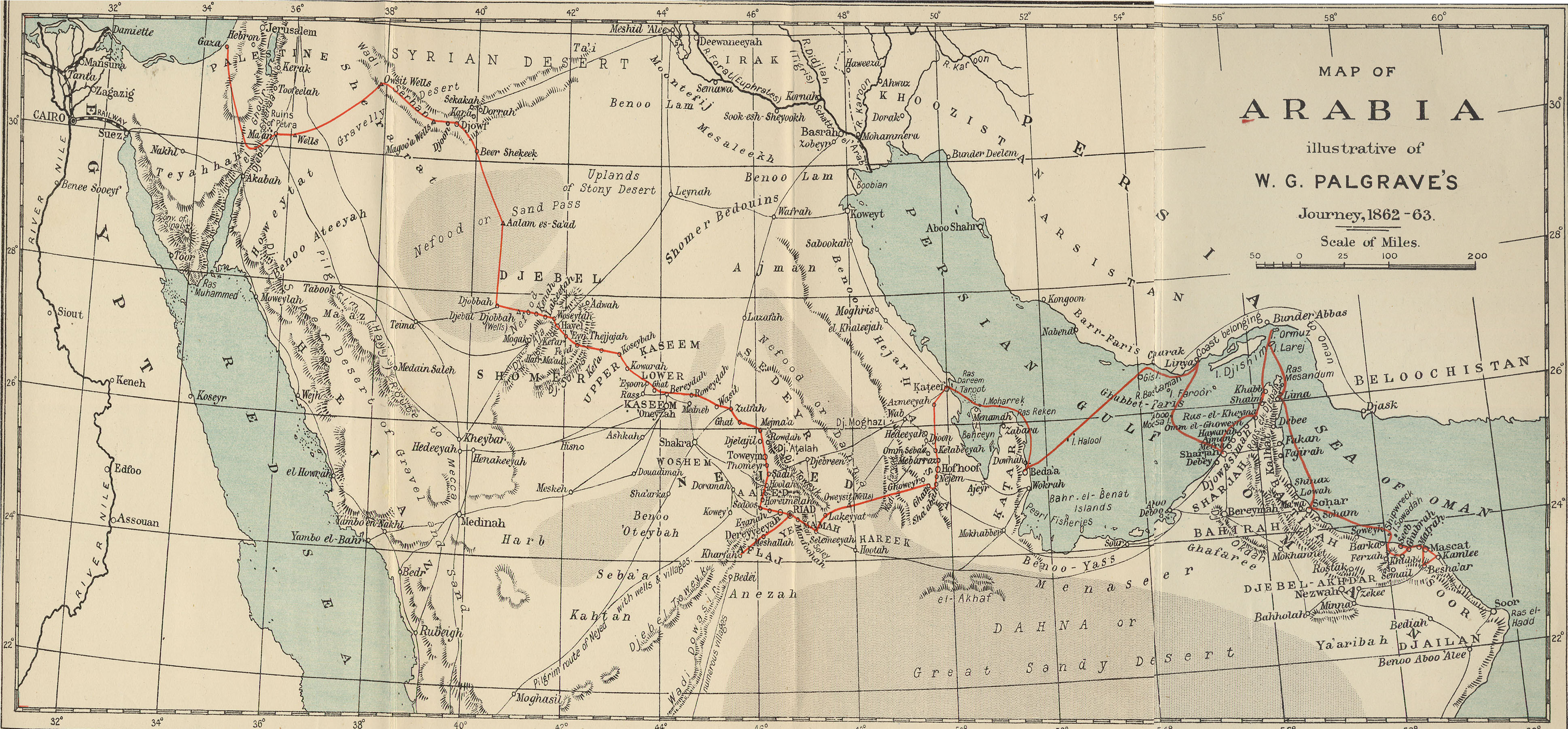
رحلة بالغريف مميزة باللون الأحمر